# Пролетарское (Гусевский городской округ)
Пролетарское (до 1946 — Гандеркемен (нем. Ganderkehmen)) — посёлок в Гусевском городском округе Калининградской области. До 2014 года входил в состав Маяковского сельского поселения.

## География
Посёлок расположен в 4 км на север от посёлка Маяковское и в 14 км на юго-запад от города Гусев.

## История
Небольшая деревня Гандеркемен известна с конца 16 века, в 1874 году включена в состав округа Неммерсдорф Восточной Пруссии. В 1928 году деревня Гандеркемен объединилась с сельской общиной Киаулькемен и имением Хайнрихсдорф в новую сельскую общину Киаулькемен. В 1935 году община была переименована в Юнгорт.
После Второй мировой войны Юнгорт вместе с Гандеркеменом присоединился к Советскому Союзу и в 1950 году получил русское название Дунаевка, населенный пункт был отнесен к Маяковскому сельскому совету Гусевского района. В период с 1975 по 1988 год местность, которая была ограничена бывшим Гандеркеменом, была выделена в посёлок Пролетарское. 

## Население
| 1910 | 2002 | 2010 |
| ---- | ---- | ---- |
| 37   | ↘6   | ↘1   |